# Џенкинсвил (Јужна Каролина)
Џенкинсвил (енгл. Jenkinsville) град је у америчкој савезној држави Јужна Каролина.

## Демографија
По попису из 2010. године број становника је 46.
| Група             | 2000.    | 2010.       |
| Белци             | 0 (0,0%) | 0 (0,0%)    |
| Афроамериканци    | 0 (0,0%) | 46 (100,0%) |
| Азијати           | 0 (0,0%) | 0 (0,0%)    |
| Хиспаноамериканци | 0 (0,0%) | 0 (0,0%)    |
| Укупно            | 0        | 46          |